# Jacob Boll
Pour les articles homonymes, voir Boll.
Jacob Boll, né le 29 mai 1828 à Würenlos (Suisse), mort le 29 septembre 1880 dans le comté de Wilbarger au Texas, est un naturaliste, entomologiste et paléontologue suisse qui se distingua en particulier pour avoir inventorié la faune et la flore du Texas.

## Résumé biographique
Il fait ses études en Suisse et en Allemagne. Devenu naturaliste, il se consacre à l'étude des petits papillons et entre en contact avec Philipp Christoph Zeller. Vers 1860, il fait avec sa famille un voyage au Texas et rejoint la communauté fouriériste de La Réunion. Il sera de retour en Suisse au bout de quelques années.
En 1869, il rencontre Louis Agassiz à l'université Harvard, et accepte de retourner au Texas pour y collecter des spécimens d'animaux destiné au Muséum de zoologie comparative de l'université Harvard. De retour en Suisse, il se spécialise dans le recueil d'échantillons et  travaille notamment pour Eduard Dämle et le gouvernement suisse. Des accords similaires seront par la suite conclus avec Agassiz et en 1870 il participe à l'inventaire des insectes de la Nouvelle-Angleterre.
Boll s'installe définitivement aux États-Unis après la mort de sa femme Henriette (née Humbel) en 1873 et s'établit à Dallas. En 1878, travaillant au service du paléontologue Edward Drinker Cope de Philadelphie, il découvre au nord-ouest du Texas des fossiles de vertébrés du Permien actuellement exposés au Musée américain d'histoire naturelle.
Boll a publié un certain nombre de d'articles de botanique, d'entomologie et de géologie. Il fut membre de la Société d'histoire naturelle de Boston et de l'Académie allemande des sciences Leopoldina.

## Source
- (en) Cet article est partiellement ou en totalité issu de l’article de Wikipédia en anglais intitulé « Jacob Boll » (voir la liste des auteurs).